# Geografía de España
España es un país transcontinental situado en el suroeste de Europa y en el norte de África. Además de ocupar la mayor parte de la península ibérica, España está formada por dos archipiélagos (el de las islas Canarias en el océano Atlántico y el de las islas Baleares en el mar Mediterráneo) y dos ciudades autónomas (Ceuta y Melilla) en el norte de África, aparte de varias islas menores en esta zona y otras cercanas a la península, como el peñón de Vélez de la Gomera, el peñón de Alhucemas, las islas Chafarinas y la isla del Perejil. España limita al oeste con el océano Atlántico y Portugal; al norte con el mar Cantábrico, al noreste con Francia y Andorra, al otro lado de la cordillera de los Pirineos; al este con el mar Mediterráneo y al sur con Marruecos, en las fronteras de Ceuta y de Melilla en el continente africano.

## Geografía física
Se encuentra en los continentes de Europa y África, entre dos áreas de influencia, la del Mediterráneo y la del Atlántico, lo que dará lugar a una importante diversidad en varios ámbitos:
- Relieve: se manifiestan todos los ciclos orogénicos y de sedimentación que se han dado a lo largo de la historia por lo que se manifiestan los materiales y formas propias de cada ciclo orogénico.
- Clima: deriva de su situación peninsular, que estaría expuesta a masas de aire frío y caliente, el predominio de cada una de ellas es un tipo climático, en el norte hay un clima oceánico (más frío y húmedo) propiciado por las borrascas y mediterráneo en el meridional dando un clima seco y cálido en verano.
- Vegetación: influida por el clima, especies adaptadas a la aridez (xerófilas), comunes en el sur de España, a la humedad (hidrófilas) en el norte.

### Hitos geográficos
- Punto más septentrional: Estaca de Bares, Mañón, La Coruña.
- Punto más meridional: La Restinga, El Pinar de El Hierro, isla de El Hierro, Santa Cruz.
- Punto más occidental: punta de la Orchilla, La Frontera y El Pinar de El Hierro, isla de El Hierro, Santa Cruz.
- Punto más oriental: punta de La Mola, Mahón, isla de Menorca, islas Baleares

Mapa de España a escala 1:1.250.000, del Instituto Geográfico Nacional (año 2000).

### Relieve

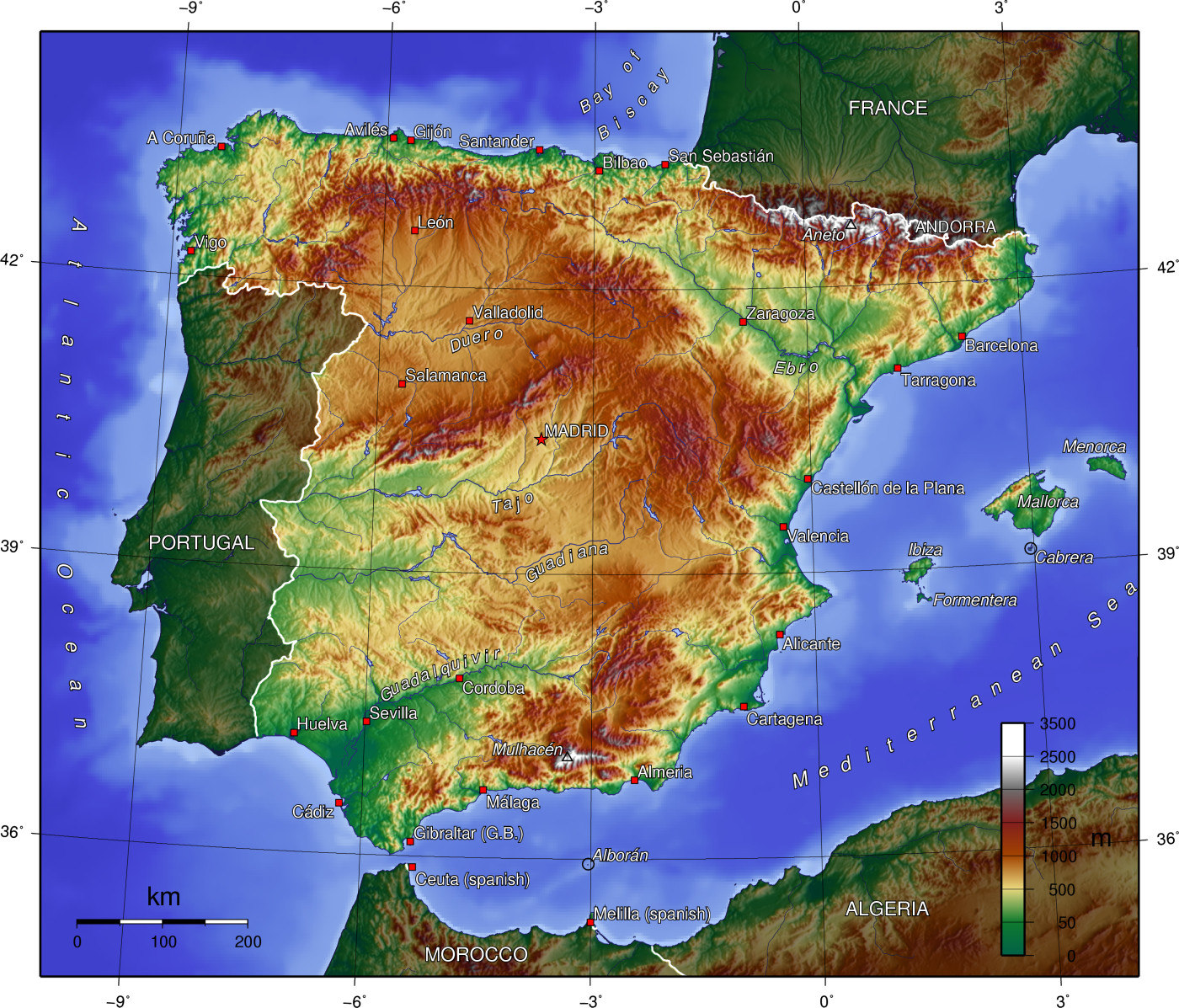
Relieve de la España peninsular y Baleares.

El relieve de la península ibérica se articula alrededor de una gran unidad central, la Meseta Central, de elevada altitud media (650 m s. n. m.).
La Meseta Central está casi totalmente rodeada de sistemas montañosos:
- Cordillera Cantábrica, al norte.
- Cordillera Ibérica, al este.
- Sierra Morena, al sur.

La Meseta está dividida por el sistema Central, el cual se extiende desde la cordillera Ibérica hasta Portugal. 
Comprende, de este a oeste:
- Sierra de Ayllón
- Sierra de Somosierra
- Sierra de Guadarrama
- Sierra de la Paramera
- La Serrota
- Sierra de Gredos
- Sierra de Béjar
- Sierra de Francia
- Sierra de Gata
- Sierra de la Estrella

Al sur del sistema Central:
- Montes de Toledo que culminan en la sierra de Guadalupe (1603 m).El límite septentrional de la meseta

La cordillera Ibérica, que cierra la meseta en dirección noroeste-sudeste separándola de la depresión del Ebro, forma sucesivamente las sierras:
- Montes de Oca
- Sierra de la Demanda
- Sierra de Cameros
- Cebollera
- Picos de Urbión
- Moncayo (2313 m)

Al sureste se extiende la depresión de Teruel, que divide a la cordillera en una cadena occidental:
- Sierra de Albarracín
- Serranía de Cuenca

Y una oriental:
- Maestrazgo (2024 m)

El sector meridional de la Meseta está limitado por Sierra Morena:
- Sierra Madrona (1323 m)
- Despeñaperros

El Pirineo, en el istmo que une la península ibérica con el continente, presenta las cimas más destacadas:
- Pico Aneto (3404 m)
- Pico Posets o Llardana (3375 m)
- Pica d'Estats (3115 m)

En el Prepirineo:
- Sierra del Cadí (2642 m)

Al sur, las Cordilleras Béticas se dividen en dos grandes conjuntos:
- La Cordillera Penibética y las Cordilleras Subbéticas

Cordillera Penibética:
- Sierra Nevada
- Sierra de las Nieves
- Sierra de Grazalema
- Sierra de Almijara
- Sierra de Tejeda
- Sierra de Los Filabres/Sierra de Baza

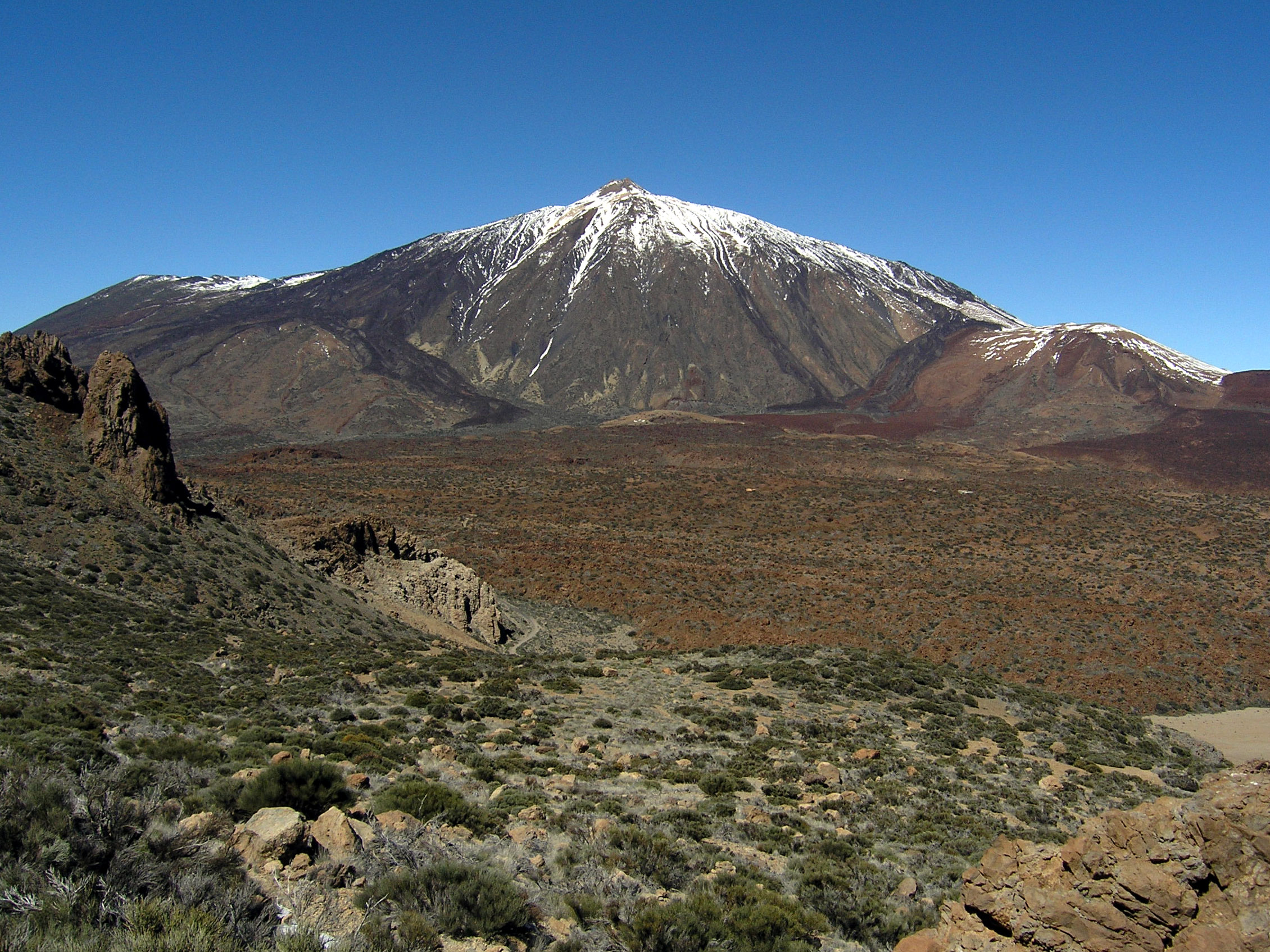
El Teide, en Tenerife, Canarias, es el punto más alto de España.

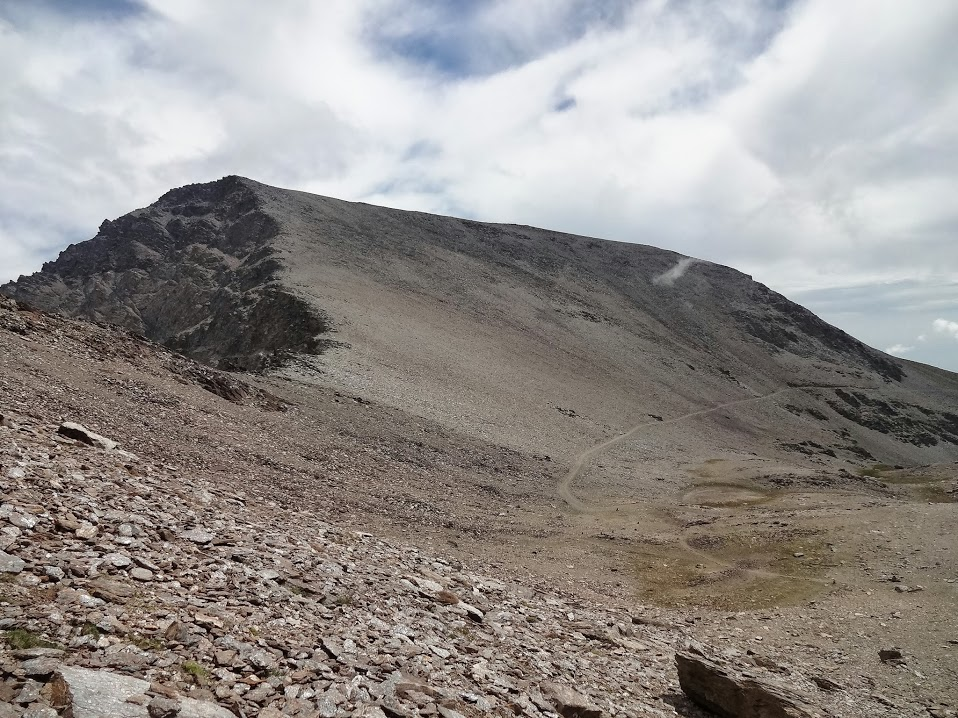
El Mulhacén, Sierra Nevada, en la provincia de Granada, Andalucía, es el pico más alto de la península.

- Sierra de Gádor
- Sierra Alhamilla

Cordilleras Subbéticas:
- Sierra de Cazorla
- Sierra Mágina
- Sierra de Segura (1967 m)
- Sierra de Castril
- Sierra de María/Sierra de Orce
- Sierra de Las Estancias

#### Relieve insular
Por una parte se tiene el archipiélago balear y por otra el archipiélago canario.
Relieve de las islas Baleares
El relieve de las islas del archipiélago es variado.
- Mallorca
  - Sierra de Tramontana al norte; aquí se encuentran las cimas más altas de todas las islas que son: el Puig Major (1445 m), el Puig de Massanella (1348 m), el Puig dels Tossals Verds (1115 m), el Puig de sa Rateta, el Puig Tomir (1103 m), el Puig de l'Ofre y el Puig des Teix.
  - Sierras de Levante, al sudeste, con el pico de Sa Talaia (561 m) como punto más elevado.
- Menorca

Es una isla casi redonda en su mitad esta y con colinas de menos de 300 m s. n. m. en su vertiente norte. Solo El Toro alcanza 355 m.
- Ibiza

Tiene un relieve de formas suaves.
Las máximas altitudes son: Sa Talaiassa (475 m), el Puig Gros (415 m) y el Puig Fornàs (410 m).
Relieve de las islas Canarias

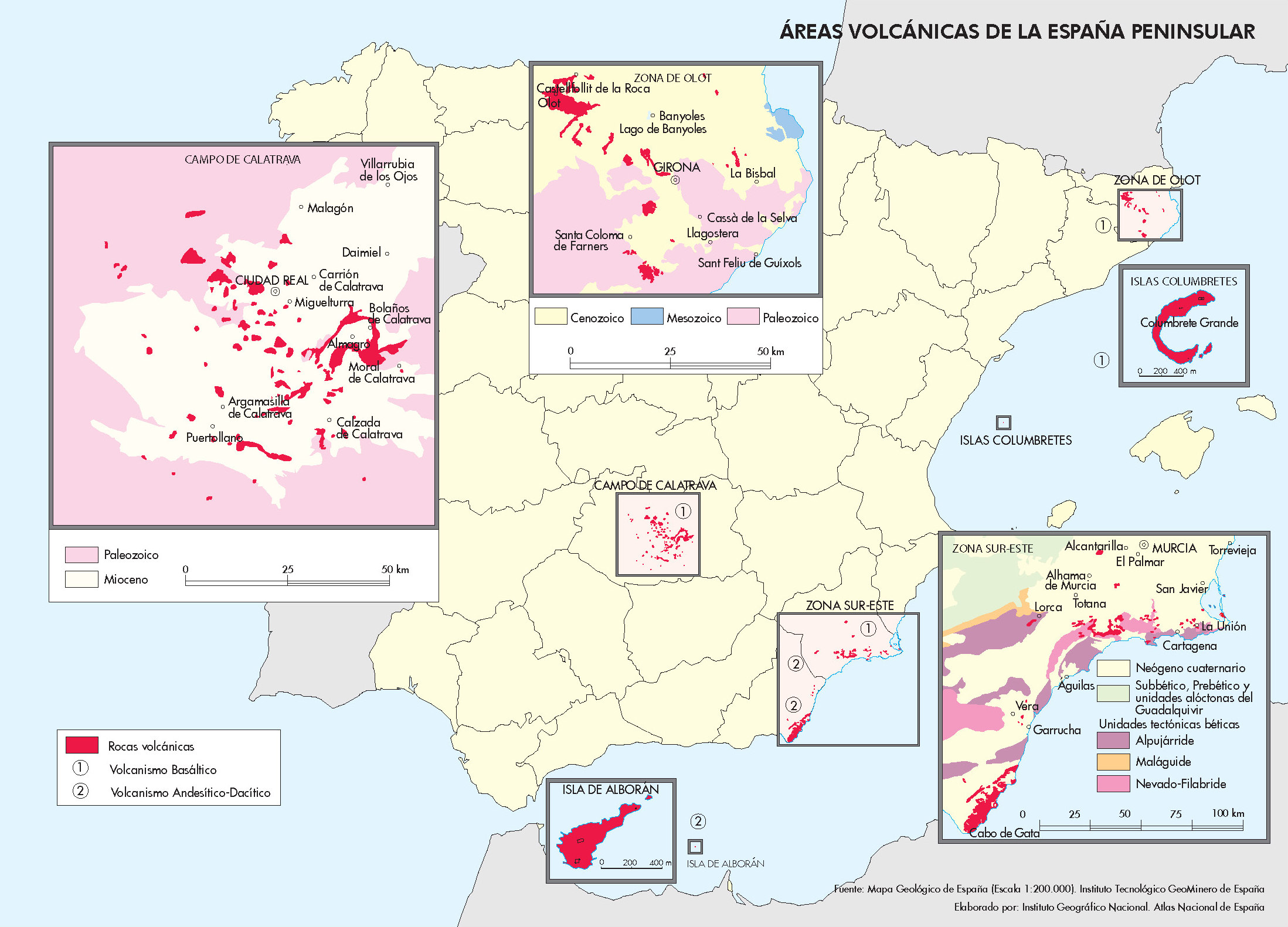
Áreas volcánicas de la España peninsular.

El archipiélago canario está emplazado en la corteza oceánica de la placa litosférica africana. El archipiélago es de origen volcánico, existiendo varias teorías inexactas que pretenden explicar esa formación. Las islas se caracterizan por sus elevadas montañas comparado con su extensión superficial. Desde la base oceánica, algunas superan los 6000 m de altura. En las islas más orientales, que son las más antiguas, abundan las rocas sedimentarias y de origen coralino, mientras que en las occidentales son muy comunes las manifestaciones volcánicas. Las islas no presentan ríos en general, solo La Palma y La Gomera poseen riachuelos permanentes, aunque en todas si son muy abundantes los barrancos que corren esporádicamente. Los principales picos son:
- Tenerife

El Teide (3719 m)
Pico Viejo (3135 m)
Montaña Blanca (2750 m)
Alto de Guajara (2718 m)
Roque de la Grieta (2576 m)
- La Palma

Roque de los Muchachos (2426 m)
- Gran Canaria

Pico de las Nieves (1949 m)
Roque Nublo (1813 m)

### Ríos, lagos y costas

#### Ríos

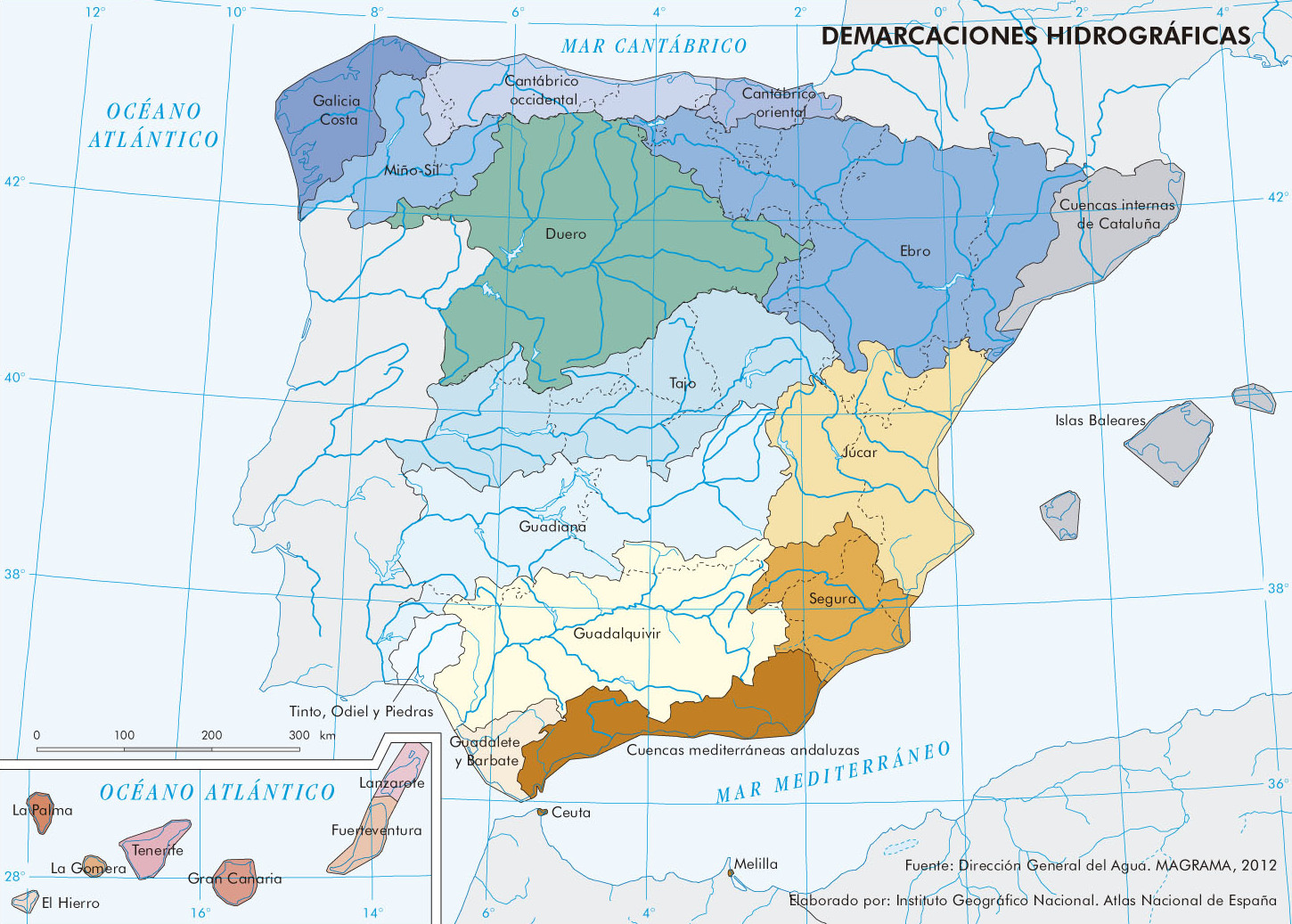
Cuencas hidrográficas de la península ibérica.

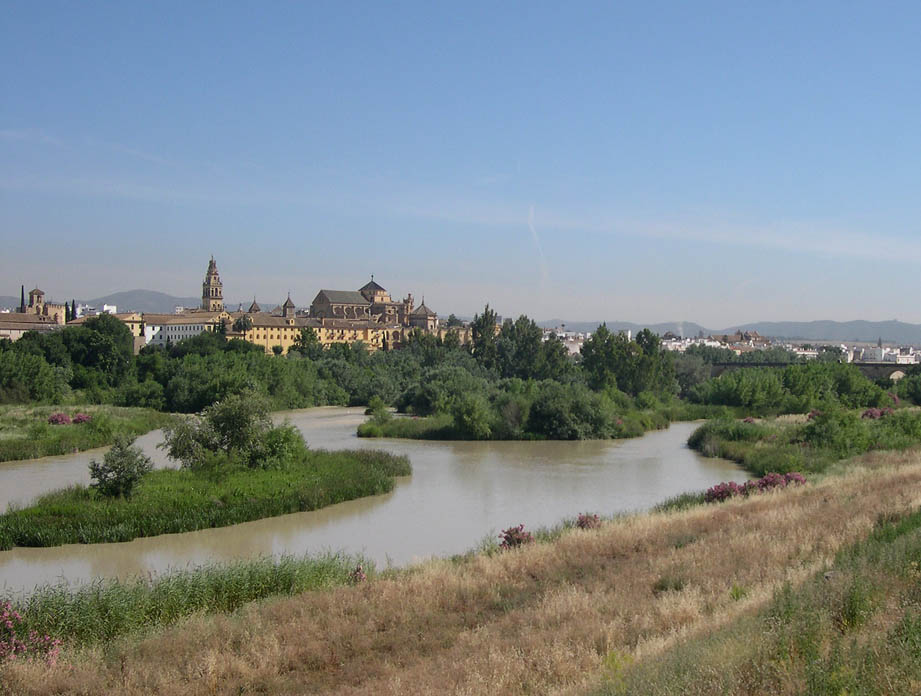
El río Guadalquivir a su paso por la ciudad de Córdoba, Andalucía.

Vertiente cantábrica
- Bidasoa
- Nervión
- Río Deba (Guipúzcoa)
- Sella
- Río Deva (Asturias-Cantabria)
- Nalón
- Navia

Vertiente atlántica
- Tambre (125 km)
- Ulla
- Miño (310 km)
- Duero (895 km)
- Tajo (1007 km)
- Guadiana (778 km)
- Odiel
- Tinto
- Guadalquivir (657 km)
- Guadalete (157 km)

Vertiente mediterránea
- Muga (58 km)
- Fluvià (84 km)
- Ter (208 km)
- Tordera (55 km)
- Besòs (17,7 km)
- Llobregat (175 km)
- Foix (41km)
- Gaià (59km)
- Francolí (60 km)
- Riudecanyes (40 km)
- Ebro (910 km)
- Sènia (49 km)
- Mijares (156 km)
- Palancia (85 km)
- Turia (280 km)
- Júcar (498 km)
- Serpis (75 km)
- Vinalopó (81 km)
- Segura (325 km)
- Almanzora
- Andarax
- Adra
- Guadalfeo (71 km)
- Guadalmedina (47 km)
- Guadalhorce (166 km)
- Guadiaro

#### Lagos y lagunas de España
- Albufera de Valencia
- Lago de Sanabria
- Lago de Bañolas
- Estany d'Ivars
- Laguna de Gallocanta
- Laguna de la Zaida
- Lagunas de Ruidera

#### Costas

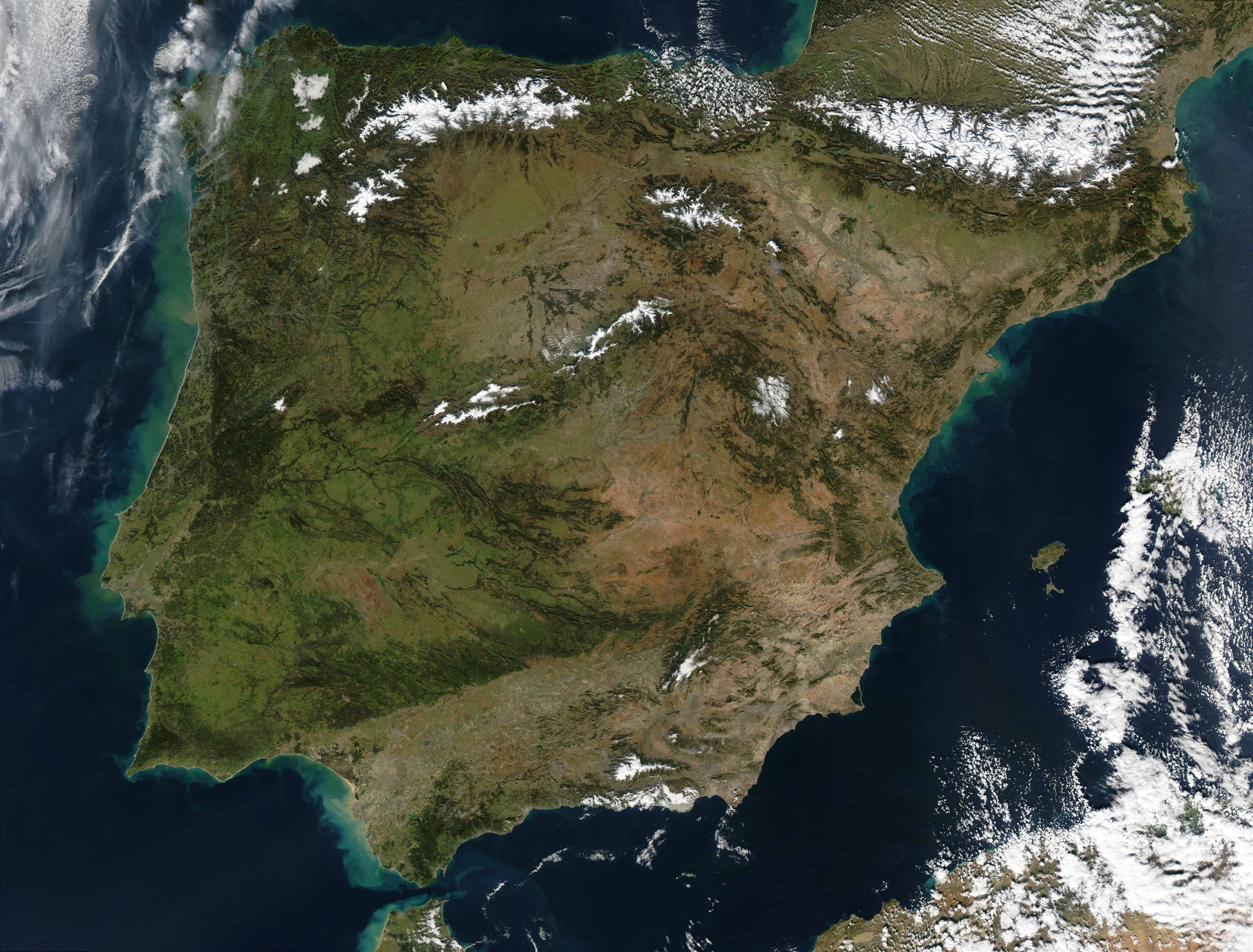
En vista satélite de la península ibérica se aprecia que la mayor parte de su costa es abierta y rectilínea.

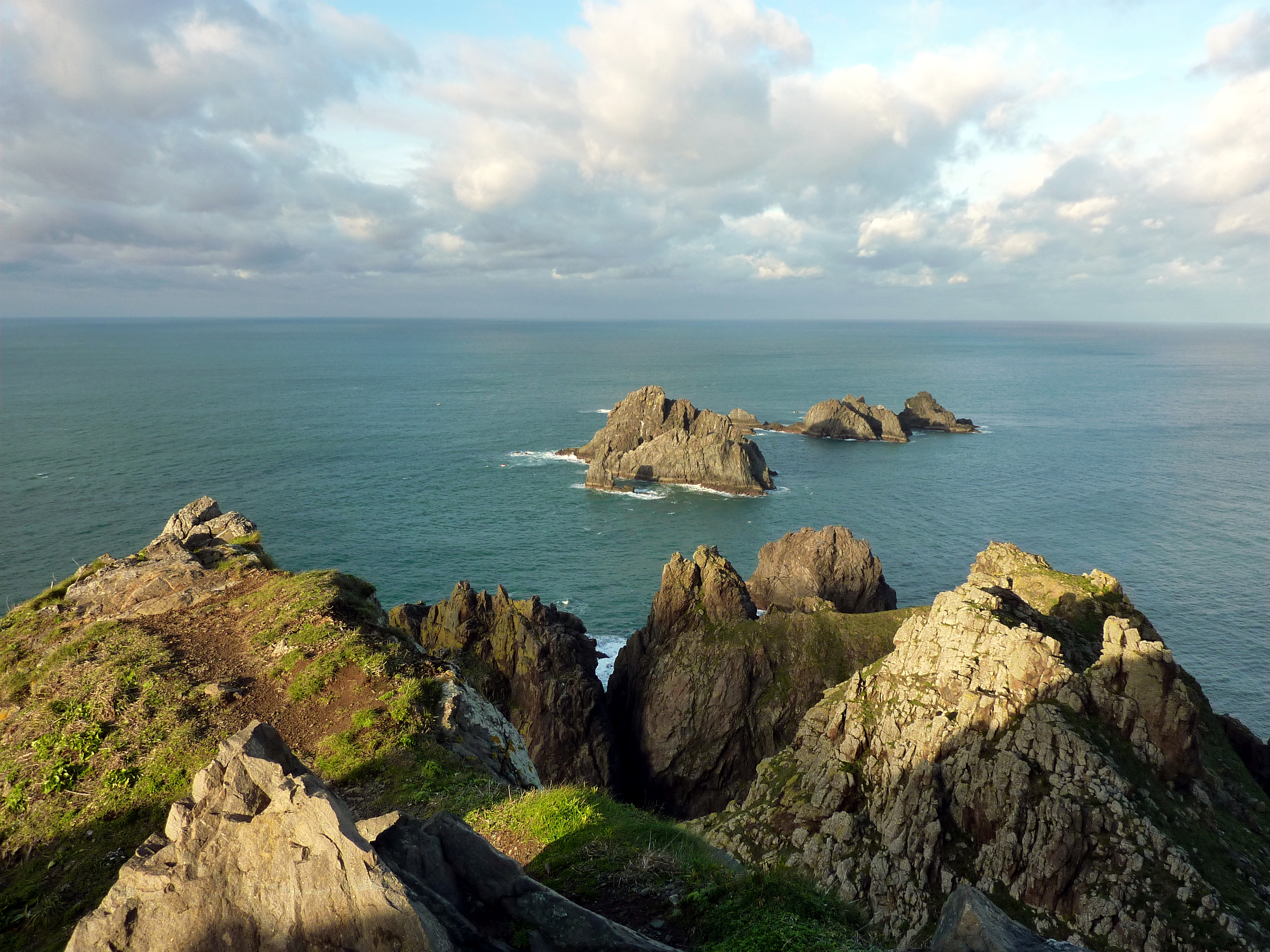
Cabo Ortegal, en Galicia.

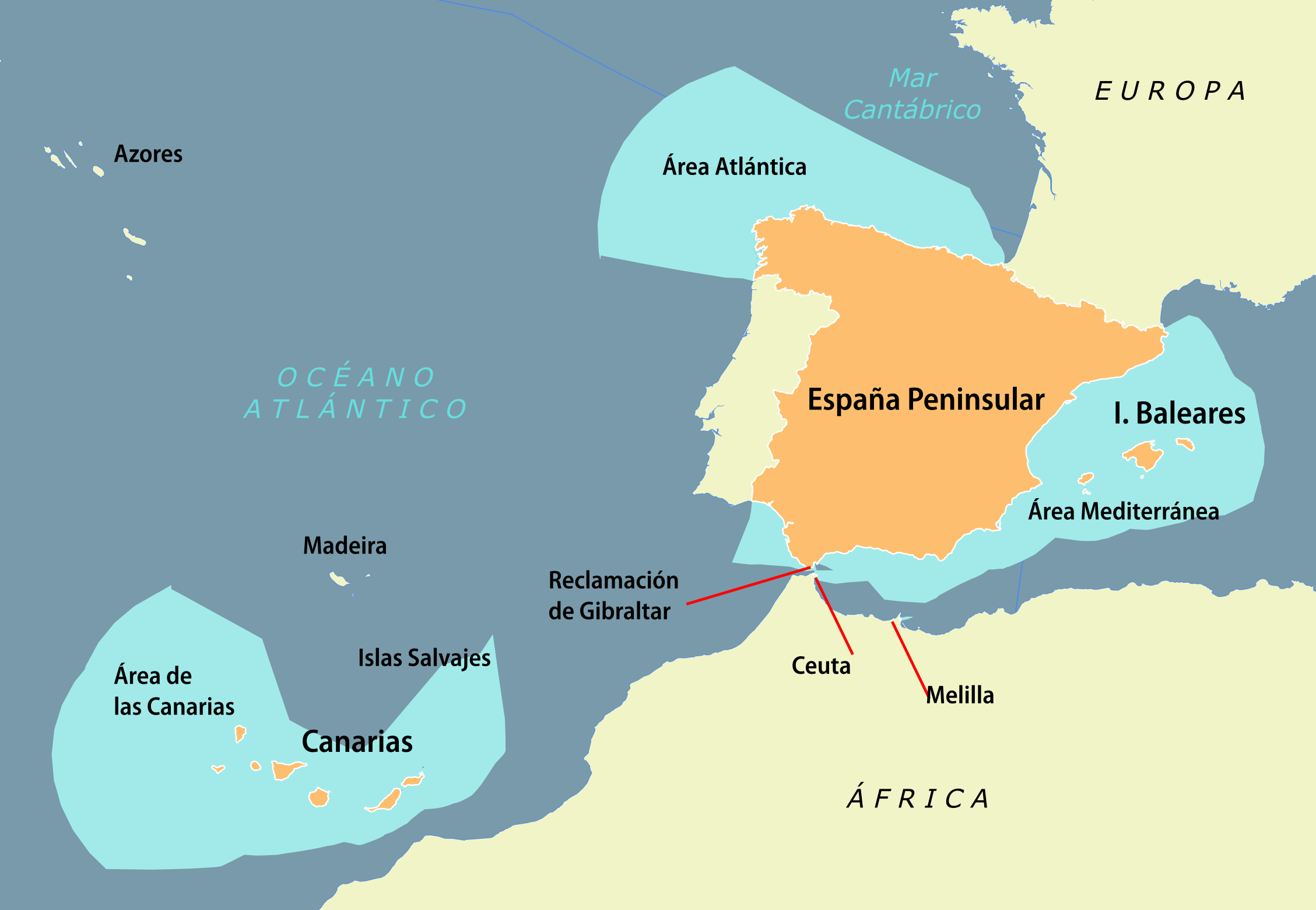
Zona económica exclusiva.

La parte peninsular de España posee unos 3167 km de costa. A los que habría que añadir los 956 del litoral portugués, para completar el litoral peninsular. En este trazado, si prescindimos de la costa bastante articulada de Galicia, y a pesar de los óvalos mediterráneos, no hay grandes entrantes ni recovecos.
Ya los antiguos observaron la diferente tonalidad de las aguas costeras, en el mar Mediterráneo, azul intenso: en el océano Atlántico, verde; pero la oposición también se da en la forma de la costa: por una parte en el Atlántico predomina la línea recta, la marea amplia, hay largos sectores de ríos y cañones submarinos. En el mediterráneo, los arcos sustituyen a las líneas rectas, no hay mareas apreciables, solo algunas rías o calas, pero muchos deltas y largas playas.
El cabo de San Vicente puede considerarse como el punto de separación de una forma de costa y otra, incluyendo el golfo de Cádiz en las mediterráneas por sus especiales características más próximas a estas que a las atlánticas.
En el Cantábrico, a lo largo de unos 770 km la costa tiene dirección este-oeste, es rectilínea, y su trazado refleja un gran accidente geológico orientado en la misma dirección, la Cordillera Cantábrica. En Galicia describe un giro de 90° y toma la dirección norte-sur, hasta la punta del cabo de San Vicente, en Portugal. Dicha costa es también rectilínea en otros 800 km. A partir de aquí el contorno litoral es más sinuoso y empiezan los óvalos mediterráneos o grandes arcos que se inician con el golfo de Cádiz, sigue el óvalo del mar de Alborán, aquí la costa tuerce hacia el nordeste y dibuja otros dos óvalos muy abiertos entre los cabos de Gata y Palos y entre este y el de la Nao y finalmente el dilatado y abierto golfo de Valencia, que podemos considerar que termina con el saliente del delta del Ebro. A partir de aquí la costa vuelve a ser bastante rectilínea y corre casi paralela a la Cadena Costera Catalana hasta el cabo de Begur, en donde se adentra para formar el golfo de Rosas, extendido hasta el cabo de Creus.
Cabos
- Higuer (Guipúzcoa)
- Cabo Machichaco (Vizcaya)
- Ajo (Cantabria)
- Peñas (Asturias)
- Estaca de Bares (La Coruña)
- Ortegal (La Coruña)
- Touriñán (La Coruña)
- Finisterre (La Coruña)
- Trafalgar (Cádiz)
- Tarifa (Cádiz)
- Gata (Almería)
- Palos (Murcia)
- la Nao (Alicante)
- San Antonio (Alicante)
- Creus (Gerona)

Golfos
- Golfo de Vizcaya
- Golfo de Cádiz
- Golfo de Mazarrón
- Golfo de Almería
- Golfo de Alicante
- Golfo de Valencia
- Golfo de Rosas
- Golfo de León

#### Mar territorial y zona económica exclusiva
A la región del mar cuyo derecho de explotación de los recursos marinos depende de España se le denomina la zona económica exclusiva española. La ZEE de España limita con las de Portugal, Francia, Italia, Argelia, Marruecos y Sahara Occidental. Ocupa una extensión de 1 039 233 km², lo que supondría aproximadamente dos veces la superficie de las tierras emergidas españolas.

### Clima
BWh: Clima desértico o árido cálido
     BWk: Clima desértico o árido frío
     BSh: Clima mediterráneo seco cálido
     BSk: Clima mediterráneo seco frío
     Csa: Clima mediterráneo
     Csb: Clima mediterráneo con tendencia oceánica
     Cfa: Clima subtropical húmedo
     Cfb: Clima templado húmedo
     Dsb: Clima continental templado
     Dsc: Clima continental frío
     Dfb: Clima continental húmedo
     Dfc: Clima subártico
     ET: Clima de la tundra

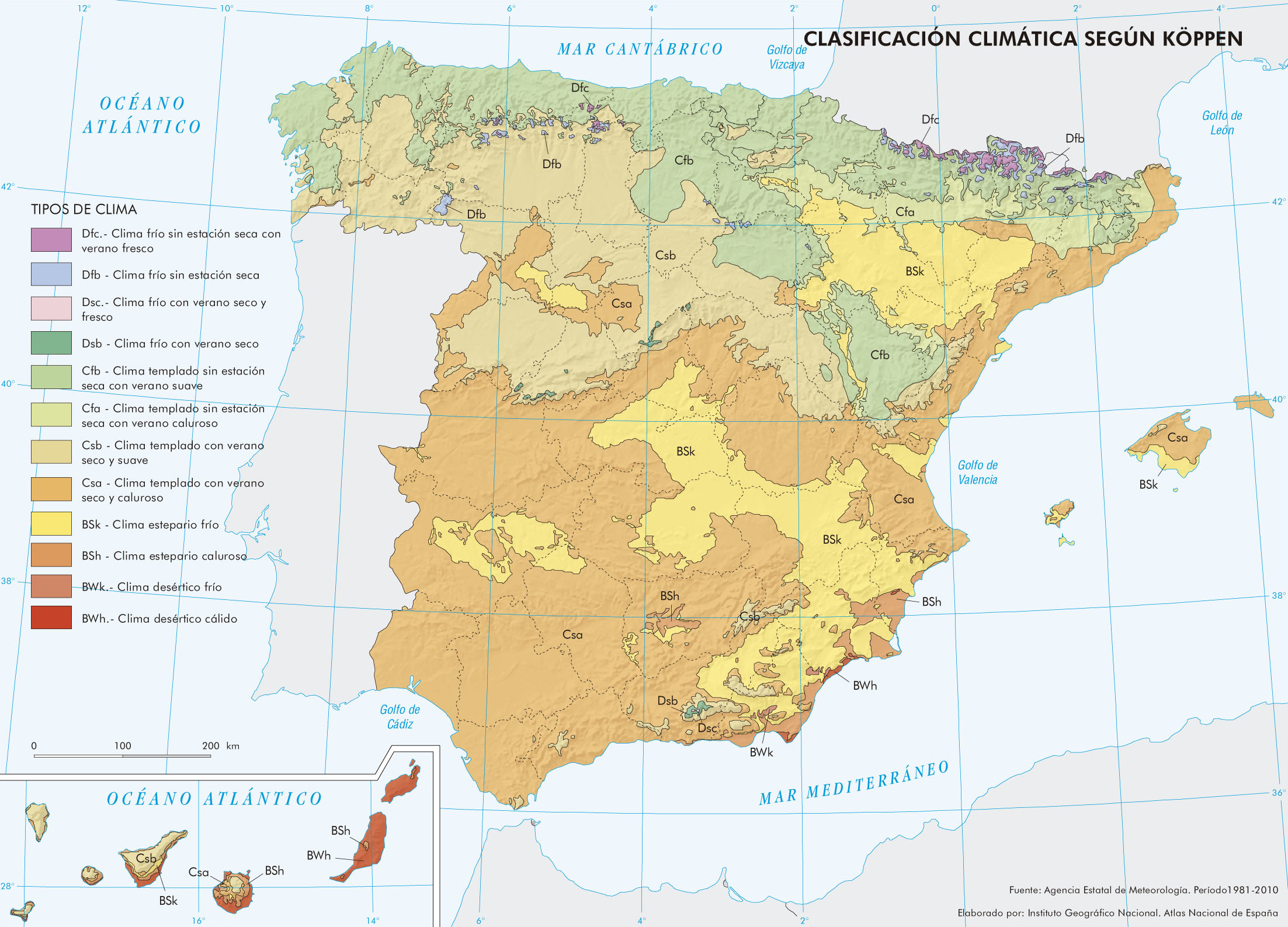
Clasificación climática de Köppen.

En la península ibérica hay multitud de climas debido a la orografía y la disposición de las costas, por lo que se puede hablar de microclimas locales en muchas ocasiones. A grandes rasgos nos encontramos con:
- Clima atlántico: se da en Galicia, Asturias, Cantabria, País Vasco y Navarra. Se caracteriza por las precipitaciones abundantes repartidas a lo largo del año y temperaturas suaves tanto en invierno como en verano (La Coruña: 10,4 °C en enero, 19,2 °C en agosto y 1008 mm; Bilbao: 7,1 °C en enero, 20,3 °C en agosto y 1195 mm).
- Clima oceánico continental: se da en Castilla y León, Madrid, La Rioja, Castilla-La Mancha, Extremadura y Andalucía. Es un clima de precipitaciones más escasas, concentradas en invierno y mayor oscilación tanto diaria como interanual. En las zonas de mayor altura se dan inviernos muy fríos y veranos templados (Soria: 2,9 °C en enero, 20,0 °C en julio), mientras que en el sur y zonas bajas los inviernos son más suaves y los veranos muy calurosos (Córdoba: 9,2 °C en enero, 27,2 °C en julio).

| Parámetros climáticos promedio de Madrid, capital de España | Parámetros climáticos promedio de Madrid, capital de España | Parámetros climáticos promedio de Madrid, capital de España | Parámetros climáticos promedio de Madrid, capital de España | Parámetros climáticos promedio de Madrid, capital de España | Parámetros climáticos promedio de Madrid, capital de España | Parámetros climáticos promedio de Madrid, capital de España | Parámetros climáticos promedio de Madrid, capital de España | Parámetros climáticos promedio de Madrid, capital de España | Parámetros climáticos promedio de Madrid, capital de España | Parámetros climáticos promedio de Madrid, capital de España | Parámetros climáticos promedio de Madrid, capital de España | Parámetros climáticos promedio de Madrid, capital de España | Parámetros climáticos promedio de Madrid, capital de España |
| Mes                                                         | Ene.                                                        | Feb.                                                        | Mar.                                                        | Abr.                                                        | May.                                                        | Jun.                                                        | Jul.                                                        | Ago.                                                        | Sep.                                                        | Oct.                                                        | Nov.                                                        | Dic.                                                        | Anual                                                       |
| ----------------------------------------------------------- | ----------------------------------------------------------- | ----------------------------------------------------------- | ----------------------------------------------------------- | ----------------------------------------------------------- | ----------------------------------------------------------- | ----------------------------------------------------------- | ----------------------------------------------------------- | ----------------------------------------------------------- | ----------------------------------------------------------- | ----------------------------------------------------------- | ----------------------------------------------------------- | ----------------------------------------------------------- | ----------------------------------------------------------- |
| Temp. máx. media (°C)                                       | 9.7                                                         | 12.0                                                        | 15.7                                                        | 17.5                                                        | 21.4                                                        | 26.9                                                        | 31.2                                                        | 30.7                                                        | 26                                                          | 19                                                          | 13.4                                                        | 10.1                                                        | 19.4                                                        |
| Temp. mín. media (°C)                                       | 2.6                                                         | 3.7                                                         | 5.6                                                         | 7.2                                                         | 10.7                                                        | 15.1                                                        | 18.4                                                        | 18.2                                                        | 15.0                                                        | 10.2                                                        | 6.0                                                         | 3.8                                                         | 9.7                                                         |
| Precipitación total (mm)                                    | 37                                                          | 35                                                          | 26                                                          | 47                                                          | 52                                                          | 25                                                          | 15                                                          | 10                                                          | 28                                                          | 49                                                          | 56                                                          | 56                                                          | 436                                                         |
| [cita requerida]                                            |                                                             |                                                             |                                                             |                                                             |                                                             |                                                             |                                                             |                                                             |                                                             |                                                             |                                                             |                                                             |                                                             |

- Clima continental: o mediterráneo de interior se da en Aragón, Cataluña, Comunidad Valenciana, Región de Murcia, Castilla-La Mancha y Andalucía. Las precipitaciones son escasas y se dan sobre todo en primavera y otoño. Sigue la misma tendencia térmica que el oceánico continental (Murcia: 10,1 °C en enero, 26,7 °C en agosto). Las oscilaciones térmicas diarias en algunas zonas llegan a ser de más de 25 °C.
- Clima mediterráneo: se da en Cataluña, Baleares, Comunidad Valenciana, Región de Murcia y Andalucía. Las precipitaciones son escasas, se concentran sobre todo en otoño (a veces de forma torrencial) y van disminuyendo de norte a sur desde el mediterráneo húmedo al árido (Barcelona 640 mm, Tortosa 524 mm, Valencia 454 mm, Alicante 336 mm, Almería 196 mm). Las temperaturas son suaves en invierno y cálidas en verano, con una oscilación menor que en los climas continentales pero mayor que en el oceánico (Barcelona: 8,9 °C en enero, 23,6 °C en agosto; Alicante: 11,5 °C en enero, 25,5 °C en agosto).
- Clima subtropical: se da en Canarias y se caracteriza por las temperaturas suaves durante todo el año y la inexistencia de un invierno térmico Las precipitaciones varían mucho dependiendo de la orografía de la zona.

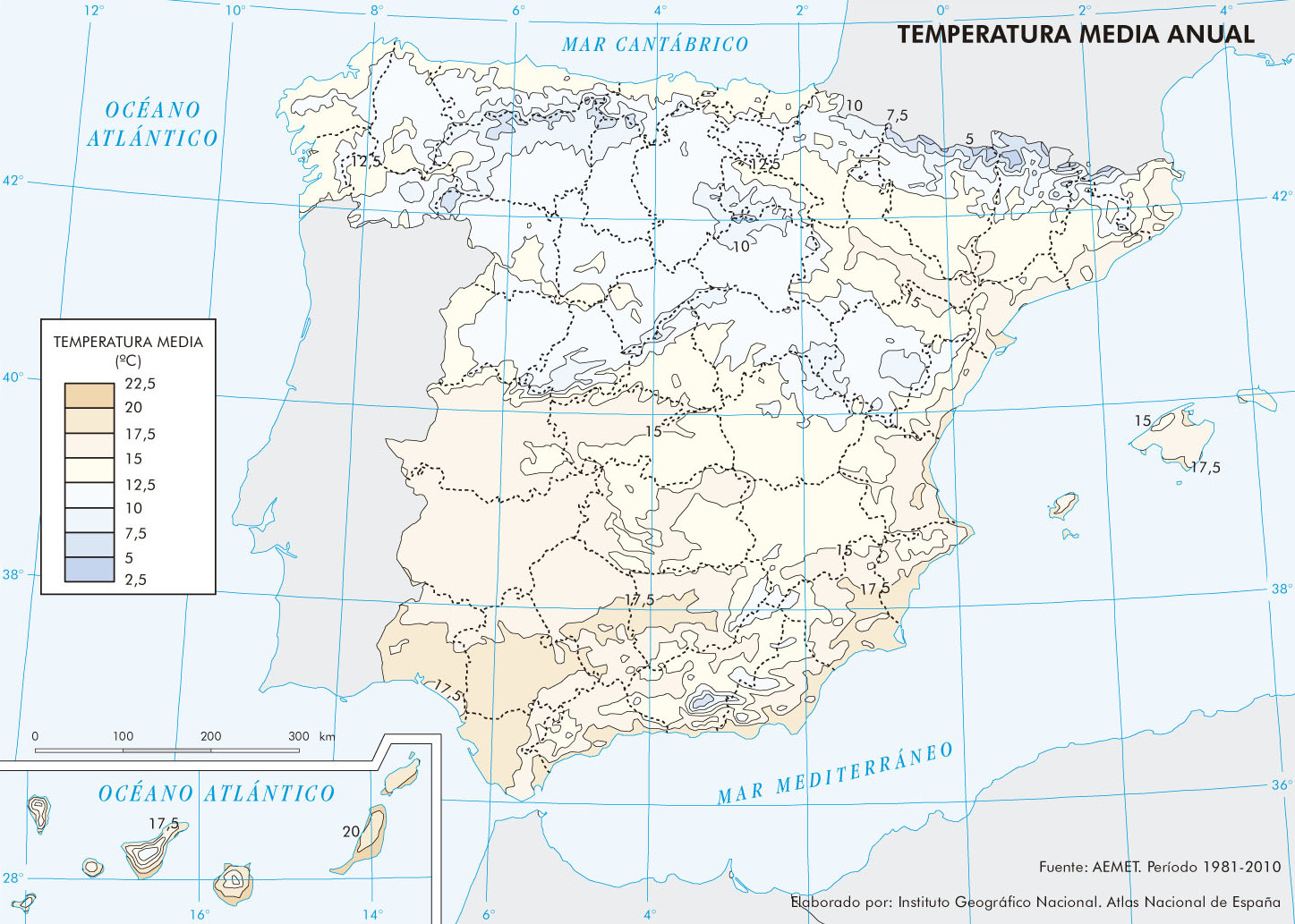
Mapa de temperatura media anual (°C) en España durante el periodo 1981-2010.

#### Extremos climatológicos
- Temperatura máxima: se alcanzó en Montoro, Córdoba, el 14 de agosto de 2021, con 47,4 °C.[1] Si se tienen en cuenta los datos registrados en el siglo XIX, existen registros de temperaturas muy superiores, como los 51,0 °C de Sevilla el 30 de julio de 1876, pero se duda de su validez al desconocerse las condiciones en que se hacían las medidas.[2]
- Temperatura mínima: -32 °C en el lago Estangento (en el Pirineo de Lérida) el 2 de febrero de 1956, seguida por los -30,0 °C de Calamocha (Teruel) el 17 de diciembre de 1963.[2]
- Precipitación máxima anual: 4346mm recogidos en Grazalema (Cádiz) en 1963.
- Precipitación máxima en un día: 817mm recogidos en Oliva (Valencia) el 3 de noviembre de 1987, seguida por la Puebla del Duc (Valencia) con 790 mm el 3 de noviembre de 1987.[2] La precipitación máxima recogida en una hora en España se registró en Santa Cruz de Tenerife el 31 de marzo de 2002, con 129,9 mm.[2]

### Medio ambiente
Según el WWF, en España pueden distinguirse las siguientes ecorregiones terrestres: Bosque mediterráneo principalmente, bosque templado de frondosas y bosque templado de coníferas. Además hay ecorregiones marinas: el mar Mediterráneo y la corriente marina de las Islas Canarias.
La vegetación de la península ibérica se clasifica en cuatro grupos:
- Vegetación de la España húmeda: bosque atlántico típicos, con robles y hayas, así como prados.
- Vegetación de la España seca: bosque mediterráneo, con árboles como la encina, el alcornoque y el pino, y arbustos (carrasca, jara), incluidas aromáticas como el tomillo, el espliego, la retama o el romero.
- Vegetación de montaña según su altitud: encina, alcornoque, roble, castaño, prado
- la flora de las islas Canarias, donde existe una vegetación subtropical muy marcada por las diversas altitudes: en el litoral, palmas; en el medio, la laurisilva canaria y en las cumbres, el pino canario.

La fauna presenta una amplia diversidad que se debe en gran parte a dos factores: la posición geográfica de España, entre el océano Atlántico y el mar Mediterráneo y entre África y Eurasia, y la gran diversidad de hábitats y biotopos consecuencia de una variedad considerable de climas y regiones bien diferenciadas.
En España es posible encontrar, además, una serie de especies ya desaparecidas en otras naciones europeas. Ello se debe a que históricamente ha sido un territorio escasamente poblado si se lo compara con países como Alemania, Gran Bretaña o Italia, todos ellos de menor extensión, y a la tardía industrialización, que hizo que el declive de numerosas especies y la extinción de algunas otras fuera un fenómeno documentado a lo largo del siglo XX. También se destacan la gran cantidad de especies presentes debido a la influencia de la fauna africana (camaleón común, corredor, erizo moruno, jineta, calamón, meloncillo, etc.) y el número de endemismos presentes en las islas Baleares (ferreret, pardela balear) y Canarias (las palomas de la laurisilva Columba junoniae y Columba bollii, el perenquén, la musaraña canaria, la hubara, la tarabilla canaria o el halcón tagarote).
Ciertas especies autóctonas se han extendido por todo el mundo, como lo hizo en la Antigüedad el conejo (animal que dio nombre a la propia España, según una de las teorías etimológicas) o el canario en la Edad Moderna.
Conforme a la normativa de la Unión Europea, el territorio de este país se divide en tres regiones biogeográficas: mediterránea, atlántica y el archipiélago de las Canarias, en el océano Atlántico pertenece a la macaronésica.

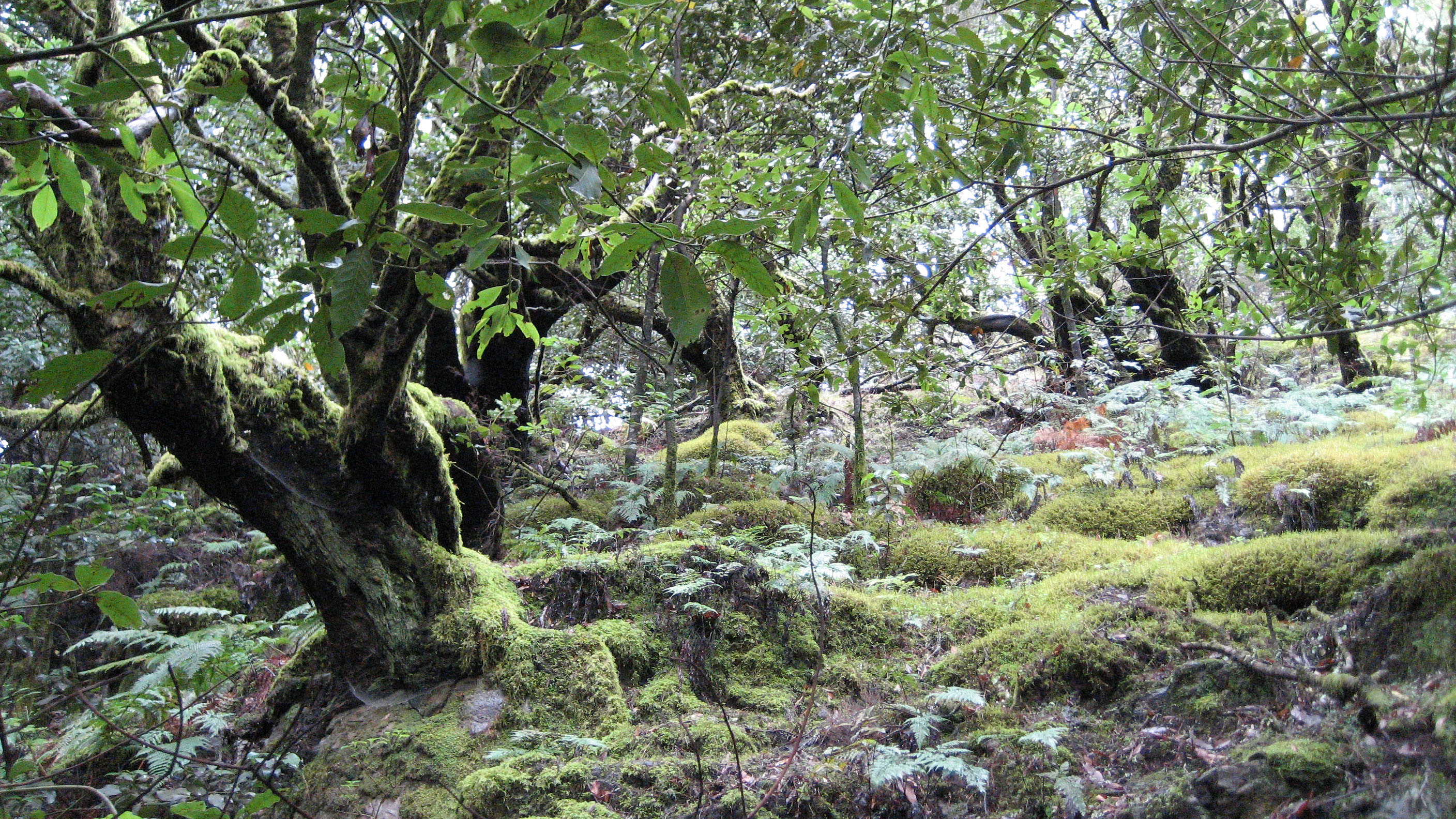
Laurisilva canaria, en el parque nacional de Garajonay, de la isla de La Gomera, Canarias, bien natural patrimonio de la Humanidad.

En España hay tres bienes naturales patrimonio de la Humanidad: Garajonay y el Teide en las Canarias, y Doñana en Andalucía. Y dos bienes mixtos: "Pirineos-Monte Perdido" (1997, 1999, compartido con Francia) e "Ibiza, biodiversidad y cultura" (1999).
Cuenta con una cuarentena de reservas de la biosfera que refleja la diversidad de hábitats, flora y fauna de España.
- Por un lado, están las de la zona cantábrica: Urdaibai, Muniellos, Somiedo, Terras do Miño, Redes, Valle de Laciana, Picos de Europa, Babia, Área de Allariz, los Valles de Omaña y Luna, Alto de Bernesga, Los Argüellos, los Ancares leoneses y los Lucenses, el río Eo, Oscos y Terras de Buron.
- En la zona de clima mediterráneo: Grazalema, Sierras de Cazorla, Segura y Las Villas, Marismas del Odiel, Sierra Nevada, Doñana, Cabo de Gata-Níjar, La Mancha Húmeda, Cuenca alta del Manzanares, Menorca, Bardenas Reales, Las Dehesas de Sierra Morena, Valles del Jubera, Leza, Cidacos y Alhama y Monfragüe. Con Marruecos comparte la Reserva de la Biosfera Intercontinental del Mediterráneo.
- Zonas de montaña: Ordesa-Viñamala, sierra de las Nieves y su entorno, Montseny, sierra del Rincón, sierra de Aracena y Picos de Aroche, Sierras de Candelario-Béjar y Francia.
- Finalmente, en Canarias son objeto de esta especial protección: La Palma, Lanzarote, Isla de El Hierro y Gran Canaria, Gomera, Fuerteventura y Anaga; en Tenerife.

281 768 hectáreas del territorio están protegidas como humedales de importancia internacional al amparo del Convenio de Ramsar, en total, 63 sitios Ramsar. Tiene trece parques nacionales: Aigüestortes y Lago de San Mauricio, el Archipiélago de Cabrera, Cabañeros, la Caldera de Taburiente, Doñana, Garajonay, las Islas Atlánticas de Galicia las Tablas de Daimiel, Monfragüe, Ordesa y Monte Perdido, Picos de Europa, Sierra Nevada, el Teide y Timanfaya.
El principal riesgo natural de España son las sequías y la desertificación de amplias zonas de su territorio ya que más de dos terceras partes del mismo pertenecen a las categorías susceptibles de sufrir desertificación: áreas áridas, semiáridas y subhúmedas secas.
En cuanto a los problemas medioambientales, la contaminación del mar Mediterráneo por los vertidos de aguas residuales y otros de carácter industrial por la producción submarina de crudo y gas; la calidad y cantidad del agua por todo el país; la contaminación atmosférica; la deforestación y la desertificación.

## Geografía humana

Comunidades autónomas de España.

Provincias de España.

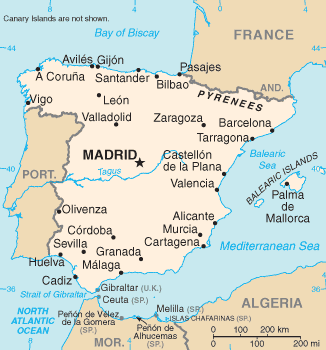
Principales ciudades de España.

La población oficial de España es de 47 326 687 habitantes, lo que supone una densidad poblacional de 93,53 hab/km². No obstante, las distribución de la población es muy irregular, concentrándose en el litoral y dejando amplias zonas del interior escasamente habitadas. El 77 % de la población vive en zonas urbanas. Según The World Factbook de la CIA, étnicamente la población está compuesta por una mezcla de tipos mediterráneos y nórdicos. En cuanto a la religión, de acuerdo a datos de 2022, son católicos un 56,6 %, mientras que un 2,6 % profesan otra religión. El idioma oficial en todo el país es el español o castellano, que habla como lengua materna el 74 % de la población; además hay otras lenguas cooficiales en algunas comunidades autónomas, como el catalán que habla como lengua materna el 17 % de la población, el gallego 7 %, vasco 2 %. Por ley, de acuerdo con la Academia Valenciana de la Lengua, que es la autoridad lingüística recogida en el Estatuto de Autonomía en la Comunidad Valenciana, se reconoce que el valenciano es la misma lengua que el catalán. Además el asturleonés está reconocido en los Estatuto de Autonomía de Castilla y León y Asturias. En Cataluña también es oficial el aranés, variante del occitano.
La capital es Madrid, con una población de 3 280 782 habitantes (1 de enero de 2022). Otras capitales de provincia con más de medio millón de habitantes son: Barcelona (1 636 193 hab.), Valencia (792 492 hab.), Sevilla (681 998 hab.), Zaragoza (673 010 hab.) y Málaga (579 076 hab.).
España está dividida administrativamente en 17 comunidades autónomas o autonomías y 2 ciudades autónomas (Ceuta y Melilla): Andalucía, Aragón, Principado de Asturias, Baleares, Canarias, Cantabria, Castilla y León, Castilla-La Mancha, Cataluña, Extremadura, Galicia, La Rioja, Comunidad de Madrid, Región de Murcia, Navarra, País Vasco y Comunidad Valenciana.
Un nivel administrativo inferior es el de la provincias. Hay 50 provincias formadas por el territorio peninsular e insular. Ceuta, Melilla y las plazas de soberanía no forman parte de este régimen. Las provincias son la base sobre la que se asentó la creación de las comunidades autónomas. Las provincias se subdividen a su vez en municipios.
Para unificar las unidades territoriales de acuerdo a todos los miembros de la UE, se corresponden con las establecidas por el sistema NUTS. Este sistema establece la división de unidades territoriales jerárquicas en tres niveles, de las cuales el nivel II corresponde a las comunidades y ciudades autónomas y el nivel III a las provincias.

## Geografía económica

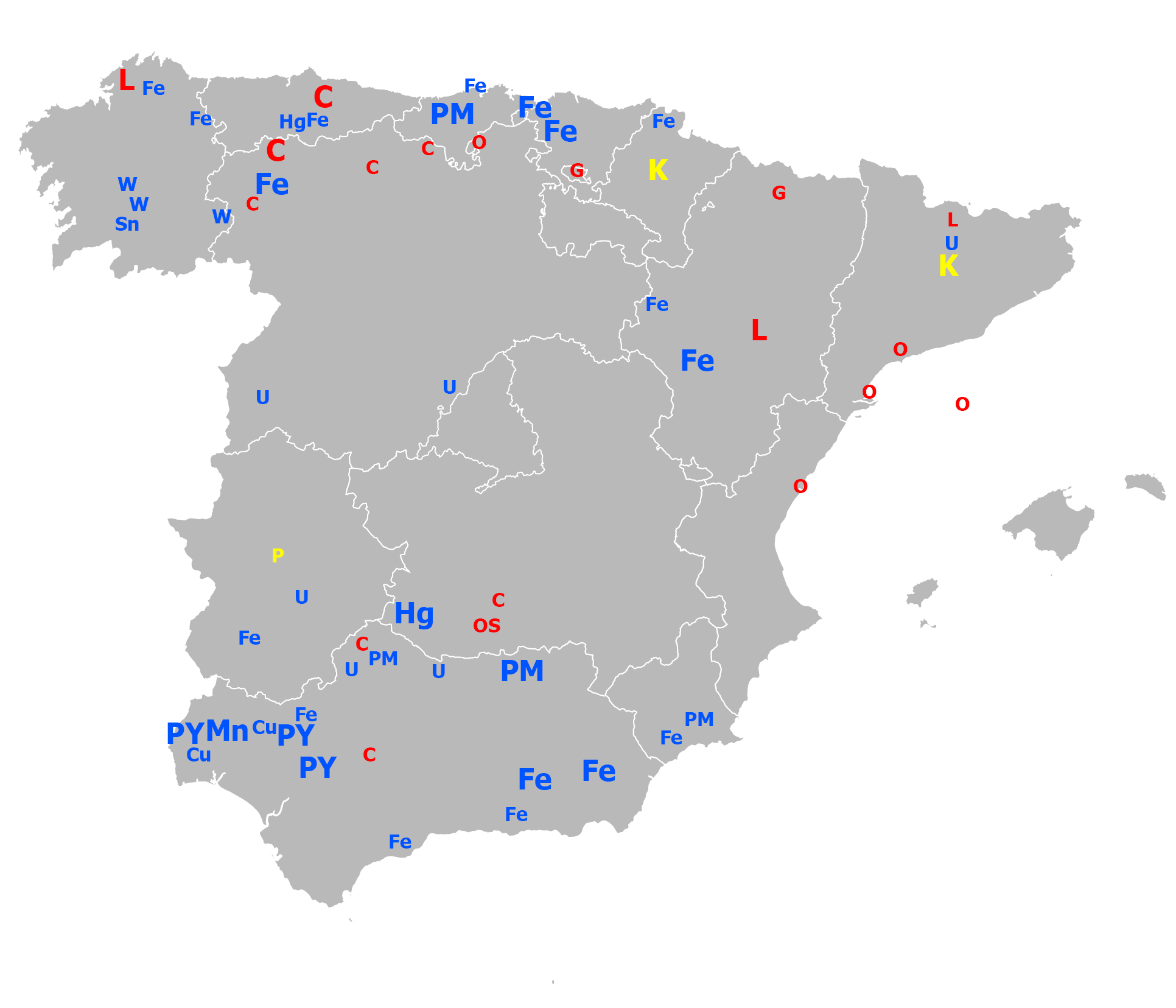
Recursos naturales de España. En azul: Fe — hierro, Cu — cobre, Mn — magnesita, Hg — mercurio, W — wolframio, U — uranio, PM — plomo, zinc, PY — pirita. En rojo: C — carbón, L — lignito, O — petróleo, G — gas natural, OS — lutita bituminosa. En el amarillo: K — potasa, P — fosforita.

España ha tenido históricamente como recursos naturales principalmente la minería: carbón, lignito, mineral de hierro, cobre, plomo, zinc, uranio, wolframio, mercurio, pirita, magnesita, fluorita, yeso, sepiolita, caolín y potasa. Además, lo montañoso del terreno permite la obtención de energía hidroeléctrica. En cuanto a los distintos usos de la tierra, se distribuye de la siguiente manera:
- Tierra cultivable: 11 884 252 ha,[10] menos del 24 % de la superficie geográfica del país.[11]
- Superficie de regadío: alrededor de 3 700 000 ha, es decir, aproximadamente el 7 % de la superficie total y casi el 20 % de la superficie agraria útil.[12]

Peso de los distintos sectores económicos sobre el PIB (primer trimestre 2022):
- Sector primario (agricultura, ganadería, pesca, etc.): representa el 32,5 % del PIB.
- Sector secundario (construcción, industria, etc.): representa el 20,9 % del PIB.
- Sector terciario (servicios): supuso el 66,6 % del PIB.[13]

La economía mixta capitalista de España es la 12.ª del mundo, y sus ingresos per cápita se corresponden aproximadamente con los de Alemania o Francia. Sin embargo, después de casi quince años de un crecimiento del PIB por encima de la media, la economía española comenzó a ralentizarse a finales del año 2007 y entró en recesión en el segundo cuarto de 2008. La tasa de desempleo de España se alzó desde una relativamente baja como el 8 % en 2007 a más del 19 % en diciembre de 2009 y sigue creciendo. Su déficit fiscal empeoró del 3,8 % del PIB en 2008 a alrededor del 11 % del PIB en 2009, más de tres veces del límite de la UEM. El PIB se contrajo un 3,6 % desde 2008, acabando con una tendencia de dieciséis años de crecimiento.

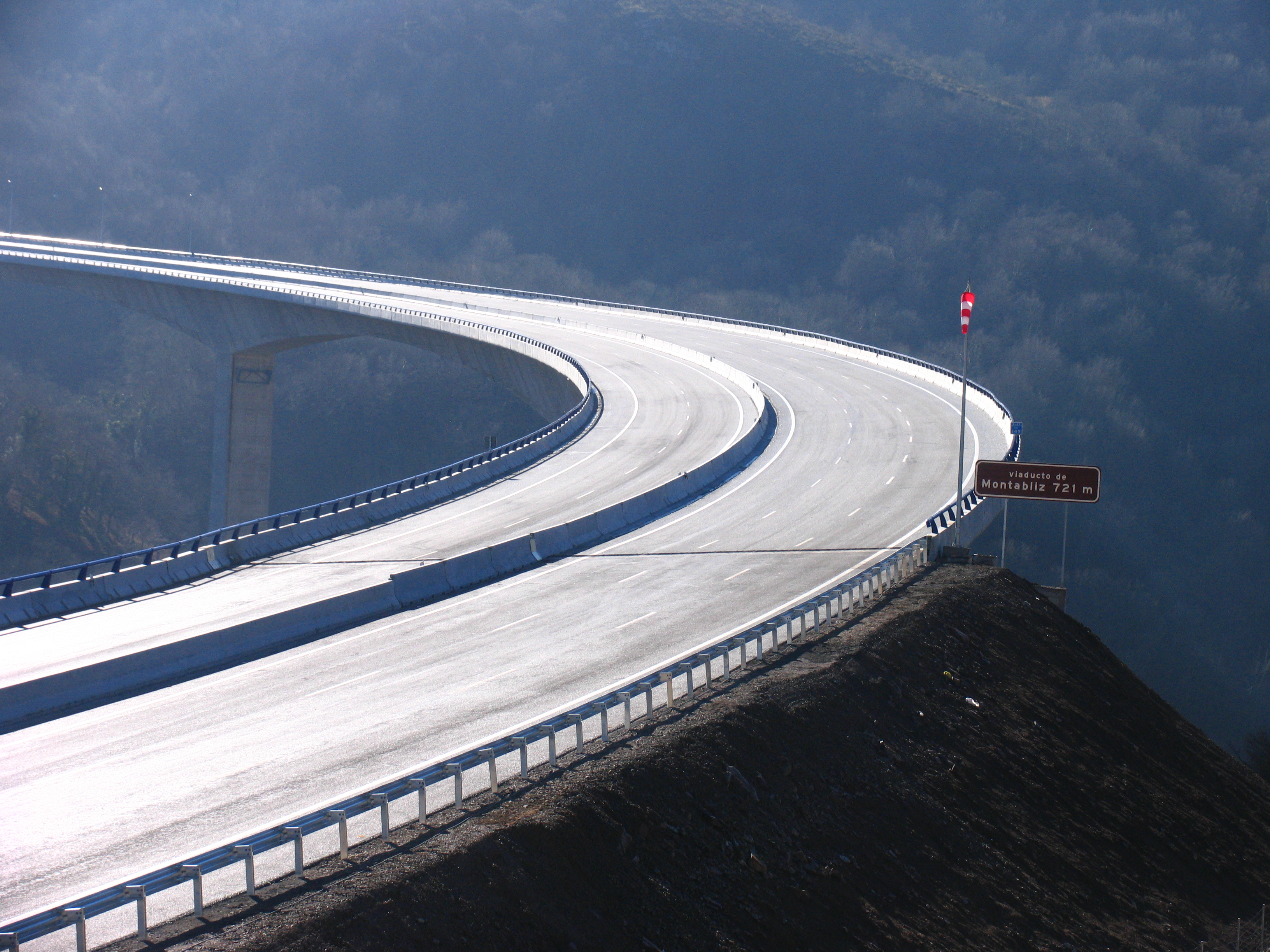
El Viaducto de Montabliz, en la A-67, en Cantabria, es el puente más alto de España y el sexto de Europa, con 150 metros de altura (en su parte más alta) sobre el río Bisueña.

Se preveía que la economía recuperaría un modesto crecimiento en algún momento del año 2010, siendo España la última gran economía en recuperarse de la recesión global. El Instituto Nacional de Estadística (INE) ha publicado la revisión de la Contabilidad Nacional Anual correspondiente a 2020, 2021 y 2022. El crecimiento real en este periodo fue un 1,3% superior a lo estimado inicialmente, y España recuperó el nivel de PIB previo a la pandemia ya el pasado año.
El cambio del crecimiento económico de España refleja un significativo declive en el sector de la construcción, una excesiva oferta de casas, la caída del gasto del consumidor, y una caída de la exportación. Los esfuerzos del gobierno por relanzar la economía a través de estímulo al consumo, ampliación de las prestaciones por desempleo y préstamos garantizados no han impedido un agudo crecimiento de la tasa de desempleo, que era la más alta de la Unión Europea en 2009. El sector bancario de España ha quedado relativamente aislado de la crisis financiera global, debido en parte por la supervisión conservadora del Banco de España. La intervención gubernamental para rescatar bancos en la escala vista en el resto de Europa en 2008 y 2009 no fue necesaria en España, aunque el alto riesgo de los bancos españoles por la caída de la construcción doméstica y el mercado inmobiliario supone un riesgo continuo para el sector. El gobierno intervino una caja de ahorros regional en el año 2009 y otras se han fusionado por necesidad, o debaten esta posibilidad.
Los principales productos agrícolas son: cereales, hortalizas, aceitunas, vid para la producción de vino, remolacha azucarera y cítricos. De la ganadería se obtiene carne de vacuno y de cerdo, volatería y productos lácteos. También conserva su importancia el sector pesquero. En cuanto a los productos industriales, cabe citar: la industria textil y de complementos, incluido el calzado; alimentos y bebidas, metales y la manufactura metálica, industria química, la construcción naval, automóviles, maquinaria, el turismo, los productos cerámicos, la industria parafarmacéutica y de equipamiento médico.
Hay 7738 kilómetro de gaseoductos y 560 km de oleoductos, tuberías de productos refinados representan 3445 km (2009). Tiene 15 288 km de vías férreas, en su mayoría de vía ancha aunque conserva alrededor de un 10 % de vía estrecha. Tiene una amplia red de carreteras (681 224 km) que lo coloca en esto como el 10.º del mundo; 13 872 km son vías rápidas. Las vías fluviales en el año 2008 representaban 1000 km. Los puertos y terminales más destacados son: Algeciras, Barcelona, Bilbao, Cartagena, Huelva, Tarragona Valencia y Vigo.